# Eyachmühle

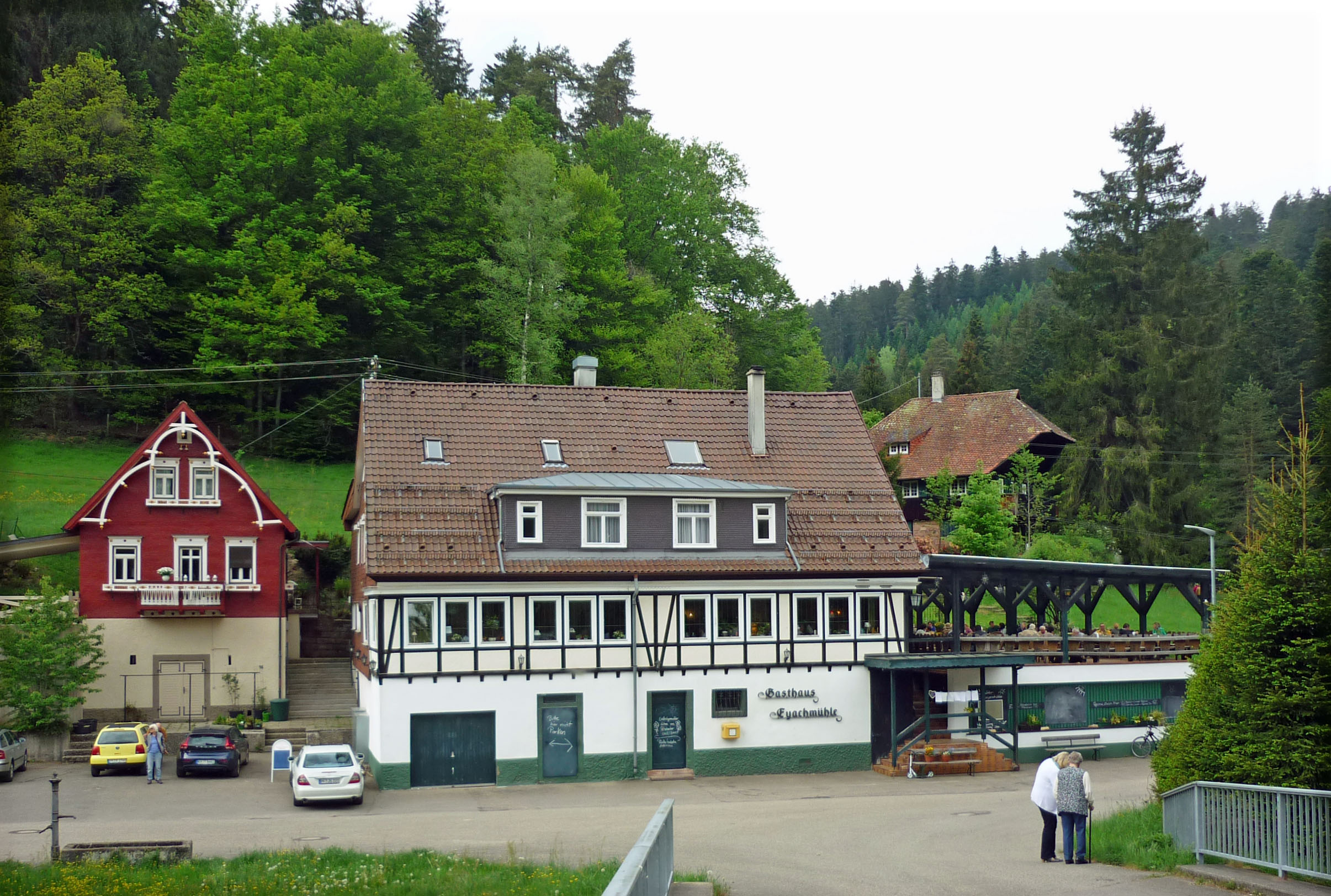
Gasthaus Eyachmühle

Eyachmühle ist ein Ortsteil der Gemeinde Dobel im Landkreis Calw in Baden-Württemberg.

## Geographische Lage und Geologie
Der Ortsteil liegt im Eyachtal im Nordschwarzwald auf einer Höhe von 480 m ü.NN. an der Mündung des Mannenbach in die Eyach.  Er besteht aus acht Wohngebäuden, einem Gasthof und einem Betriebsgebäude der Mannenbach-Wasserversorgung. Die Siedlungsfläche liegt im Bereich der untersten Facies des Mittleren Buntsandsteins (Eck’sches Konglomerat) auf einer von der Eyach gebildeten fluvialen Aufschüttungsfläche.

## Geschichte
Die „Yach“ (Eyach) wird erstmals 1148 urkundlich genannt. Die Ansiedlung entstand um die Mahlmühle („Eyachmühle“), die „Lehensägmühle“ und die ehemalige Dobler Dorfsägmühle herum. Die erste Sägemühle an diesem Standort wird 1423 erwähnt. Nachweise über die Nutzung der Wasserkraft der Eyach gibt es aber schon aus früheren Jahrhunderten. Die Eyachmühle, nach der der Ortsteil benannt ist, gab den Betrieb 1894 auf, als die Wasserkraft des Mannenbach, der sie antrieb, für die Pumpstation der Dobler Trinkwasserversorgung gebraucht wurde. Sie wurde zur „Wirtschaft“ umgebaut. Seither ist das Gasthaus „Eyachmühle“ ein weithin bekanntes Ausflugslokal.

## Freizeit und Erholung
Die Eyachmühle ist Ausgangspunkt für Wanderungen und Radtouren ins Naturschutzgebiet Eyachtal und in das große, geschlossene Waldgebiet bis hinauf zu den Hochmooren am Kaltenbronn.